# 大果飞蛾藤
大果飞蛾藤（学名：Porana sinensis）为旋花科飞蛾藤属的植物，为中国的特有植物。分布于中国大陆的湖南、湖北、贵州、云南、四川、广东、广西、甘肃等地，生长于海拔1,160米至2,200米的地区，一般生于石灰山上，目前尚未由人工引种栽培。

## 别名
异萼飞蛾藤（中国高等植物图鉴）

## 异名
- Porana confertifolia C. Y. Wu
- Porana sinensis Hemsl. var. delavayi (Gagn. et Courch.) Rehd.
- Tridynamia sinensis (Hemsl.) Staples
- Tridynamia sinensis Hemsl. var. delavayi (Gagn. et Courch.) Staples

## 外部連結
- 大果飛蛾藤 Da Guo Fei E Teng（页面存档备份，存于） 中藥標本數據庫 (香港浸會大學中醫藥學院) （繁體中文）（英文）